# Turlough O’Carolan

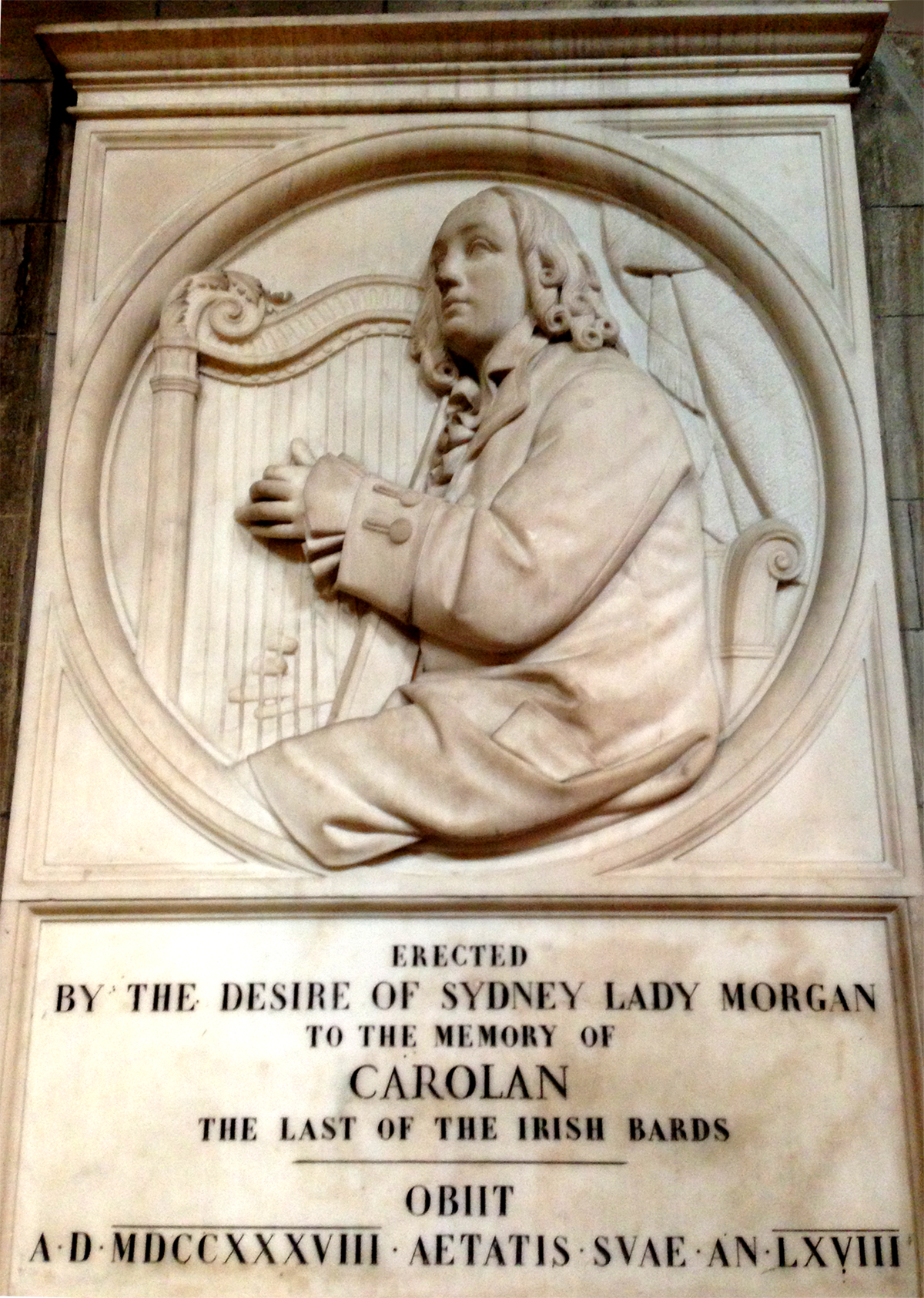
Tablica pamiątkowa poświęcona Turloughowi O’Carolanowi, w Katedrze św. Patryka w Dublinie

Turlough O’Carolan (irl. Toirdhealbhach Ó Cearbhalláin; ur. 1670 w Nobber, w hrabstwie Meath, zm. 25 marca 1738 w Ballyfarnon, w hrabstwie Roscommon)  – irlandzki niewidomy kompozytor, harfista i poeta.
Jeden z licznych harfistów, którzy zarabiali na życie jako wędrowni muzycy. Był prawdopodobnie ostatnim irlandzkim bardem, który komponował oraz jedynym, o którym zachowało się wiele informacji .

## Życiorys
Około 1684 przeprowadził się wraz z rodziną do Ballyfarnan, gdzie jego ojciec – rolnik lub kowal – został zatrudniony przez rodzinę MacDermott Roe. Pani McDermott Roe była pierwszą protektorką Turlougha O’Carolana, odkryła jego talent artystyczny i dała mu ogólne wykształcenie. Gdy w wieku 18 lat zachorował na ospę i stracił wzrok, opłaciła jego trzyletnią naukę gry na harfie, a następnie zapewniła mu przewodnika, konia i trochę pieniędzy, aby mógł rozpocząć zawodową karierę wędrownego barda, którą z powodzeniem kontynuował przez całe swoje życie .
Utrzymywał się z występów muzycznych, komponując tzw. planxties, utwory dedykowane swoim protektorom . W 1720 poślubił Marię Maguire z hrabstwa Fermanagh i miał z nią sześć córek i jednego syna. Rodzina osiedliła się na małej farmie niedaleko Mohill, w hrabstwie Leitrim, choć O’Carolan był często nieobecny, podróżując po całym kraju . Grał także dużo w Dublinie i był przyjacielem Jonathana Swifta oraz wielu innych czołowych postaci tamtych czasów .
W 1733 zmarła żona O’Carolana, a pięć lat później O’Carolan zapadł na poważną chorobę i powrócił do pani McDermott Roe, do Ballyfarnan. Komponował swoje pieśni nawet na łożu śmierci. Zmarł 25 marca 1738, w wieku 68 lat. Został pochowany z pełnym ceremoniałem na cmentarzu w Kilronan, jego pogrzeb był wielkim wydarzeniem, na który zjechały się tłumy, by oddać mu ostatni hołd. Uhonorowano go tablicą pamiątkową w Katedrze św. Patryka w Dublinie, na której nazwano go „ostatnim irlandzkim bardem”.

## Twórczość
W muzyce O’Carolana – w większości utrzymanej w pogodnym nastroju i w rytmie tanecznym – są wyraźne wpływy irlandzkiego folkloru, tradycyjnej muzyki irlandzkiej wykonywanej na harfie oraz muzyki włoskiej. O’Carolan poszukiwał nowych inspiracji poza rodzimą muzyką i był pod silnym wpływem muzyki włoskich kompozytorów barokowych, takich jak Antonio Vivaldi i Arcangelo Corelli, bardzo podziwiał też Francesca Geminianiego, którego prawie na pewno spotkał w Dublinie .
Do dzisiejszych czasów przetrwało ponad 200 utworów O’Carolana, zarówno w formie instrumentalnej jak i jako pieśni. Wydaje się niemal pewne, że niektóre z tych utworów po raz pierwszy wydano drukiem 10 lat po śmierci barda. Jest to fragment zbioru prac O’Carolana opublikowany w 1748 przez jego syna, we współpracy z Patrickiem Delanym z Trinity College w Dublinie .
Niektóre z jego bardziej popularnych utworów są wykonywane współcześnie, jako że dość łatwo można je zaaranżować na gitarę i inne instrumenty. Jeden z jego utworów – O’Carolan’s Concerto – był używany przez oddział reprezentacyjny armii brytyjskiej, Foot Guards podczas ceremonii Trooping the Colour w 2005.
W Polsce Turlough O’Carolan najbardziej znany jest jako autor tekstu oryginalnej wersji utworu Peggy Brown, który w tłumaczeniu Ernesta Brylla wykonywał zespół 2 plus 1 (z muzyką Janusza Kruka), a następnie zespół Myslovitz (z muzyką Marka Jałowieckiego). Opowiada on prawdziwą historię nieszczęśliwej miłości barda do panny Margaret Brown, która w 1702 poślubiła Theobalda, szóstego wicehrabiego Mayo. Oboje potem zostali mecenasami O’Carolana.

## Kompozycje
Kompletna lista 214 kompozycji Turlougha O’Carolan zidentyfikowanych przez jego biografa Donalda O’Sullivana (w kolejności alfabetycznej)
|  | - All Alive - Baptist Johnston - Betty MacNeill - Betty O’Brien - Blind Mary - Brian Maguire - Bridget Cruise, I ayre - Bridget Cruise, II ayre - Bridget Cruise, III ayre - Bridget Cruise, IV ayre - Bumper Squire Jones - Captain Higgins - Captain Magan - Captain O’Kane - Captain O’Neill, (nr 214) - Captain Sudley (Carolan's Dowry) - Carolan's Cap - Carolan's Cottage - Carolan's Cup - Carolan's Draught - Carolan's Dream - Carolan's Farewell to Music - Carolan's Frolic - Carolan's Maggot - Carolan's Quarrel with the Landlady - Carolan's Ramble to Cashel - Carolan's Welcome, (nr 171) - Catherine Martin - Catherine O’More - Charles O’Conor - The Clergy's Lamentation - Colonel Irwin - Colonel Manus O’Donnell - Colonel O’Hara - Conor O’Reilly - Constantine Maguire - Counsellor Dillon - Cremonea - Daniel Kelly - The Dark, Plaintive Youth - David Power - Denis O’Conor, I ayre - Denis O’Conor, II ayre - Dolly MacDonough (The Morning Star) - Donal O’Brien - Dr. John Hart - Dr. John Stafford (O’Carolan’s receipt For Drinking) - Dr. MacMahon, Bishop of Clogher - Dr. Delany - Dr. John Hart, Bishop of Achonry - Dr. O’Connor - Edmond MacDermott Roe - Edward Corcoran - Edward Dodwell | - Eleanor Plunkett - The Elevation - Elizabeth MacDermott Roe - Elizabeth Nugent - The Fairy Queen - Fanny Dillon - Fanny Power - Father Brian MacDermott Roe - Frank Palmer - General Wynne - George Brabazon, I ayre - („Planxty”) George Brabazon, II ayre - George Reynolds - Gerald Dillon - Grace Nugent - Henry MacDermott Roe, I ayre - Henry MacDermott Roe, II ayre - Henry MacDermott Roe, III ayre - Hewlett - The Honourable Thomas Burke - Hugh Kelly - Hugh O’Donnell - Isabella Burke - James Betagh - James Crofton - James Daly - James Plunkett - John Drury, I ayre - John Drury, II ayre - John Jameson - John Jones - John Kelly - John MacDermott - John Moore - John Nugent - John O’Connor - John O’Reilly, I ayre - John O’Reilly, II ayre - John Peyton - Katherine O’More (The Hawk of the Erne) - Kean O’Hara, I ayre (O’Hara’s Cup) - Kean O’Hara, II ayre - Kean O’Hara, III ayre - Kitty Magennis - Lady Athenry - Lady Blaney - Lady Dillon - Lady Gethin - Lady Laetitia Burke - Lady St. John - Lady Wrixon - Lament for Charles MacCabe - Lament for Owen O’Rourke - Lament for Owen Roe O’Neill | - Lament for Sir Ulick Burke - Lament for Terence MacDonough - The Landlady - Loftus Jones - Lord Dillon - Lord Galway's Lamentation - Lord Inchiquin - Lord Louth - Lord Massereene - Lord Mayo - Luke Dillon - Mabel Kelly - Major Shanly - Margaret Malone - Mary O’Neill - Maurice O’Connor, I ayre - Maurice O’Connor, II ayre - Maurice O’Connor, III ayre - Mervyn Pratt - Michael O’Connor, I ayre - Michael O’Connor, II ayre - Miss Crofton - Miss Fetherston (Carolan’s Devotion) - Miss Goulding - Miss MacDermott (The Princess Royal) - Miss MacMurray - Miss Murphy - Miss Noble - Morgan Magan - Mr. Malone - Mr. O’Connor - Mr. Waller - Mrs. Anne MacDermott Roe - Mrs. Bermingham, I ayre - Mrs. Bermingham, II ayre - Mrs. Cole - Mrs. Costello - Mrs. Crofton - Mrs. Delany - Mrs. Edwards - Mrs. Fallon - Mrs. Farrell - Mrs. Garvey, I ayre - Mrs. Garvey, II ayre - Mrs. Harwood - Mrs. Judge - Mrs. Keel - Mrs. MacDermott Roe - Mrs. Maxwell, I ayre - Mrs. Maxwell, II ayre - Mrs. Nugent - Mrs. O’Connor - Mrs. O’Conor - Mrs. O’Neill of Carlane | - Mrs. O’Neill (Carolan’s Favourite) - Mrs. O’Rourke - Mrs. Power (Carolan’s Concerto) - Mrs. Sterling - Mrs. Waller - Nancy Cooper, I ayre - Nancy Cooper, II ayre - O’Flinn - O’Reilly of Athcarne - The O’Rourkes' Feast - Ode to Whiskey - One Bottle More - Owen O’Rourke - Patrick Kelly - Peggy Morton - Planxty Browne, (nr 180) - Planxty Burke - Planxty Crilly - Planxty Drew - Planxty John Irwin - Planxty Kelly - Planxty O’Rourke, I ayre - Planxty O’Rourke, II ayre - Planxty Plunkett - Planxty Sweeney - Planxty Wilkinson - Richard Cusack - Robert Hawkes - Robert Jordan - The Seas are Deep - Separation of Soul and Body - Sheebeg and Sheemore - Sir Arthur Shaen - Sir Charles Coote - Sir Edward Crofton - Sir Festus Burke - Sir Ulick Burke - Squire Parsons - Squire Wood's Lamentation (on the Refusal of his Halfpence) - Susanna Kelly - Thomas Burke - Thomas Judge (Carolan's Frolic) - Tobias Peyton - The Two William Davises - (unnamed) – 8 pieces, (nos. 172-179) - Wariacja na temat szkockiej ayre Cock Up Your Beaver - Wariacja na temat szkockiej ayre When She Cam Ben - William Eccles - William Ward |